# Xã Maple Ridge, Quận Alpena, Michigan
Xã Maple Ridge (tiếng Anh: Maple Ridge Township) là một xã thuộc quận Alpena, tiểu bang Michigan, Hoa Kỳ. Năm 2010, dân số của xã này là 1.690 người.